# SNCF BB 27300 sorozat

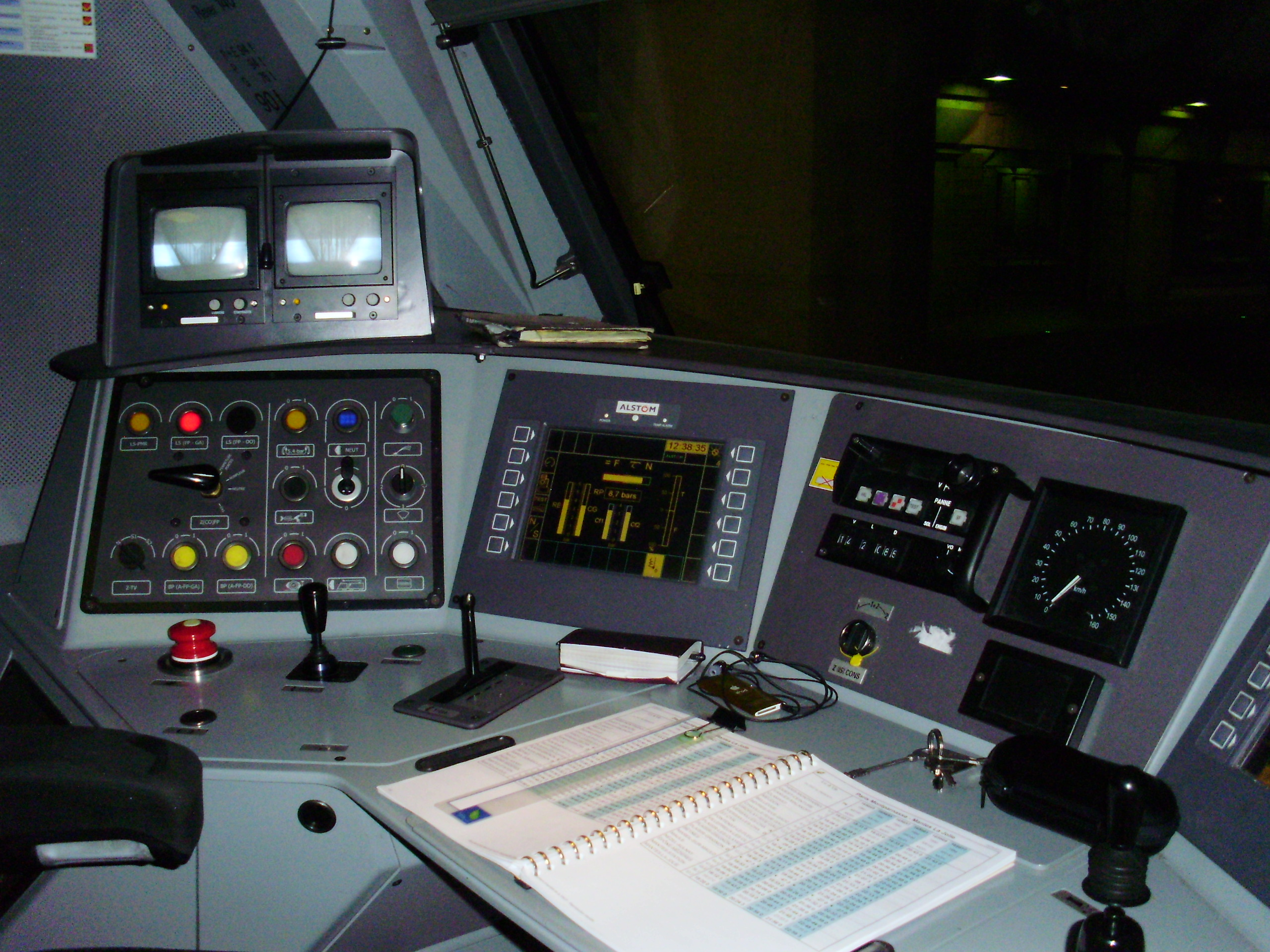
Vezetőállás

Az  SNCF BB 27300 sorozat egy francia Bo'Bo' tengelyelrendezésű, kétáramnemű, személyvonati villamosmozdony-sorozat. Az Alstom Prima mozdonycsalád tagja. Összesen 67 db-ot épített belőle az Alstom 2004 és 2009 között az SNCF részére. A sorozat járműveinek jelenlegi üzemeltetője az SNCF Transilien.
A klasszikus BB27000 sorozathoz képest az eltérés a személyszállító vonatok továbbításához szükséges berendezésekkel való felszereltségéből adódik (villamos vonatfűtés, távvezérlés, ajtóvezérlés stb.), a mozdony homlokfalán lévő csatlakozósorról könnyedén felismerhető.